# Dungeons 3
Dungeons 3 ist ein Videospiel, das von Realmforge Studios entwickelt und von Kalypso Media veröffentlicht wurde. Es erschien am 13. Oktober 2017 für Microsoft Windows, MacOS, Linux, PlayStation 4 und Xbox One. Dungeons 3 setzt das Videospiel Dungeons 2 von 2015 fort und ist damit dritte Folge der Dungeons-Reihe.
Dungeons 3 kombiniert Elemente eines Aufbauspiels mit denen eines Echtzeit-Strategiespiels. Der Spieler hat die Aufgabe, einen unterirdischen Dungeon aufzubauen, in dem Kreaturen wie Orks und Goblins, Dämonen und Untote leben. Diese verteidigen den Dungeon gegen eindringende Helden aus der Oberwelt. Im Gegensatz zu Dungeon Keeper, in dessen Tradition das Spiel steht, kann der Spieler dabei auch eigene Kreaturen in die darüberliegende Oberwelt schicken. Dort können die Einheiten wie in einem Echtzeit-Strategiespiel gesteuert werden. Die Einzelspieler-Kampagne des Spiels folgt der Geschichte von Thalya, einer Dunkelelfen-Zauberin. Im Mehrspielermodus können Spieler entweder gemeinsam die Kampagne durchlaufen oder gegeneinander antreten.

## Rezeption
Dungeons 3 erhielt gemischte bis positive Bewertungen. Die Rezensionsdatenbank Metacritic aggregiert 17 Rezensionen zu einem Mittelwert von 75. GameStar bewertet das Spiel mit 3 von 5 Sternen. Gelobt wurde das stimmungsvolle Design des Spiels, sowie der angenehme (und optional hohe) Schwierigkeitsgrad. Das Magazin kritisierte die teils langatmigen Gespräche und die Kämpfe ohne taktischen Anspruch.